# Volo American Airlines 1502
Il volo American Airlines 1502 era un volo di addestramento della American Airlines con andata e ritorno all'aeroporto Internazionale John F. Kennedy. Il 28 gennaio 1961, il Boeing 707 che operava il volo precipitò senza controllo nell'Oceano Atlantico a 8 chilometri da Montauk, New York, e tutti i sei membri dell'equipaggio a bordo rimasero uccisi. La causa dell'incidente non è mai stata determinata ufficialmente.

## L'aereo
Il velivolo coinvolto era un Boeing 707-123, marche N7502A, numero di serie 17629, numero di linea 8. Volò per la prima volta nel 1958 e venne consegnato ad American Airlines nel gennaio 1959. Era spinto da 4 motori turbogetto Pratt & Whitney JT3C-6. Al momento dell'incidente, l'aereo aveva poco più di due anni.

## L'equipaggio
L'equipaggio a bordo del volo era composto dai comandanti Lloyd D. Reinhard, Robert Hinman, John B. Coyne, Herbert J. Thing, Jr., l'istruttore di volo Harold Engh e l'allievo Howard Loren Sturdy.

## L'incidente
Il volo 1502 partì dall'aeroporto di Idlewild con cielo sereno alle 11:00 EDT (UTC-4), con il comandante Reinhard ai comandi. 57 minuti dopo, l'aereo effettuò il suo ultimo contatto radio.
Alle 12:20 EDT (UTC-4), James F. Ross stava guidando sull'autostrada di Montauk quando il volo 1502 passò sopra la sua testa a circa 100 piedi (30 m), in una picchiata di 60-70°. Ross accostò al lato dell'autostrada quando il 707 scomparve dietro le dune di sabbia. Sull'autostrada era presente anche il comandante Frank Ward, un pescatore locale di Montauk che disse che l'aereo oscillò più volte, raddrizzandosi solo prima dell'impatto, e che un motore era in fiamme. Il volo 1502 si schiantò nelle acque poco profonde al largo di Napeague Beach, provocando la morte dei sei occupanti. I servizi di emergenza si precipitarono sul posto e trovarono l'aereo disintegrato, con alcuni sedili divisi a metà dalla forza dello schianto. L'incidente fu il quarto che coinvolse un moderno aereo di linea nell'area metropolitana di New York negli ultimi due anni, per un totale di 149 vite perse. Ciò includeva quello che all'epoca era il disastro aereo più mortale del mondo, la collisione di New York del 1960, avvenuta solo il mese precedente.

## Le indagini
Quando si verificò l'incidente, l'equipaggio potrebbe aver preso parte a uno spegnimento e riavvio del motore, un avvicinamento "a canyon" o era semplicemente in rotta per manovre in quota. Le procedure di avvicinamento a canyon richiedono un'impostazione dei flap a 30 gradi e il relitto sembrava confermare questa impostazione. Tuttavia, le prove erano inconcludenti per trovare una causa per la perdita del controllo. La FAA indicò ufficialmente come probabile causa "una perdita di controllo per ragioni indeterminate". Inoltre, si ritenne che due dei quattro motori non funzionassero all'impatto, ma ciò non poté essere dimostrato scientificamente. Come risultato di questa speculazione e dello schianto di un altro 707 della American Airlines durante un volo di addestramento a Long Island nel 1959, la FAA rimosse l'obbligo per tutti gli equipaggi di 707 di esercitarsi con gli atterraggi con due motori guasti sulla stessa ala.